# Touraco de Lady Ross
Tauraco rossae
Espèce
Statut de conservation UICN

 LC  : Préoccupation mineure
Le Touraco de Lady Ross (Tauraco rossae, ayn. : Musophaga rossae) est une espèce d'oiseau de la famille des Musophagidae.

## Répartition
Cet oiseau vit en Afrique subsaharienne.

## Habitat
Cette espèce peuple les forêts tropicales.